# Dialetti altotiberini
I dialetti altotiberini sono parlati nell'alta valle del Tevere, in una zona compresa tra la Toscana e l'Umbria settentrionale. Possono essere suddivisi in tre gruppi che fanno capo ai tre maggiori centri della valle: biturgense o "borghese" nella valtiberina toscana, tifernate o "caṡteläno" (dialettale) nella parte settentrionale dell'alto Tevere umbro e umbertidese nella parte meridionale.
Nell'alto Tevere c'è poi l'area del comune di Verghereto, amministrativamente appartenente dapprima alla Toscana e poi all'Emilia-Romagna, in cui si parla la lingua romagnola.

## Storia
È difficile tracciare un quadro storico dei dialetti parlati nell'alta valle del Tevere, anche perché dispongono di una tradizione limitata, fatta eccezione per alcuni canti popolari, filastrocche ed opere dei secoli XVII e XIX-XX relative ai dialetti di Città di Castello e di Sansepolcro. Un altro elemento che ne rende difficile lo studio, è la mancanza di regole ortografiche.
La posizione geografica ha permesso all'alta valle del Tevere di acquisire usi e costumi delle regioni Umbria, Marche, Romagna e Toscana. Nella valle esistono tre influenze linguistiche preponderanti a seconda delle zone:
• quella aretina (casentinese in particolare) nella Valtiberina toscana (Sansepolcro ed Anghiari, che da sempre è più legato alla cultura propriamente toscana);
• quella romagnola e marchigiana centro-settentrionale, più forte nella zona nord dell'Altotevere umbro (Città di Castello e San Giustino);
• quella perugina, più forte nella zona sud dell'Altotevere umbro (Umbertide).
La parte dell'Altotevere toscano e la parte nord di quello umbro sin dall'antichità erano occupate da popolazioni di origine gallica (lato orientale del Tevere) ed etrusca (lato occidentale del Tevere), che hanno influito sull'accento e la pronuncia. Dopo la caduta dell'Impero Romano la zona a nord di Montone e Montecastelli (che corrisponde ad una gola sul Tevere e anche al confine geografico della diocesi di Città di Castello), cioè la zona settentrionale dell'Altotevere, fu occupata dai longobardi mentre quella sud dai bizantini. Ciò accentuò ancor di più le differenze fra l'Altotevere nord e l'area umbertidese più influenzata da Perugia sia come cultura che dialetto. Le differenze si sono andate via via marcando dal 1385 fino al 1441 dopo la battaglia di Anghiari, quando il nuovo assetto confinario incluse Sansepolcro in Toscana come compenso alla Repubblica fiorentina da parte del Papa. Da questo momento numerose famiglie casentinesi si spostarono sull'odierno Altotevere toscano modificando la lingua tifernate già presente, dando origine ad una sovrapposizione del vocalismo toscano. Prove di ciò sarebbero sia l'antica resa aretina, ora pressoché scomparsa ma talvolta affiorante nel parlato, delle vocali in sillaba libera, che venivano alzate di un grado come nel tifernate, ad es. éra, béne, póco, bóno, e la tuttora attuale apertura delle "u" ed in sillaba complicata nel dialetto di Sansepolcro, ad es. brótto, sóbbito, ecc. Da ciò deriva la ancora attuale divisione dialettale tra i territori limitrofi a Sansepolcro e quelli presso Città di Castello: in particolare, risulta emblematico il caso di San Giustino, la quale, pur costituendo pressoché un tutt'uno abitativo con Sansepolcro, è in una situazione di transizione presentando il vocalismo castellano (un tempo comune a Sansepolcro), ma anche tratti toscani come la pronuncia di "cena" e "gita" che sono "šéna" e "žita", pronunce che in territorio umbro si ritrovano a Citerna e in frazioni di confine nei comuni di Città di Castello e Monte Santa Maria Tiberina. Vi è quindi una base comune nei dialetti altotiberini che agli abitanti dei vari centri sia toscani sia umbri risultano mutualmente comprensibili, anche se le differenze sono comunque molto sentite a livello locale. In particolare, alle orecchie dei parlanti della Valtiberina toscana, il loro vernacolo risulta più affine al dialetto perugino che al tifernate: quest'ultimo verrebbe perciò a costituire, a causa degli influssi galloitalici romagnoli, una sorta di "cuscinetto" tra due aree (aretina e perugina) distanti geograficamente ma collegate linguisticamente.

## Classificazione
È molto difficile classificare i dialetti altotiberini. In base a quanto emerge dalla "Carta dei dialetti d'Italia" elaborata da Giovan Battista Pellegrini, l'alta valle del Tevere si trova ripartita in due aree linguistiche. In un'area si parla toscano, cioè il dialetto biturgense. Nell'altra dell'alto Tevere umbro si parlano i cosiddetti dialetti mediani settentrionali secondo il Pellegrini, anche se nel tifernate l'influenza galloitalica è preponderante a differenza della zona di Umbertide. Secondo altri studiosi invece l'area del tifernate presenta non un dialetto mediano ma un dialetto a parte, con forti influssi toscani e romagnoli.

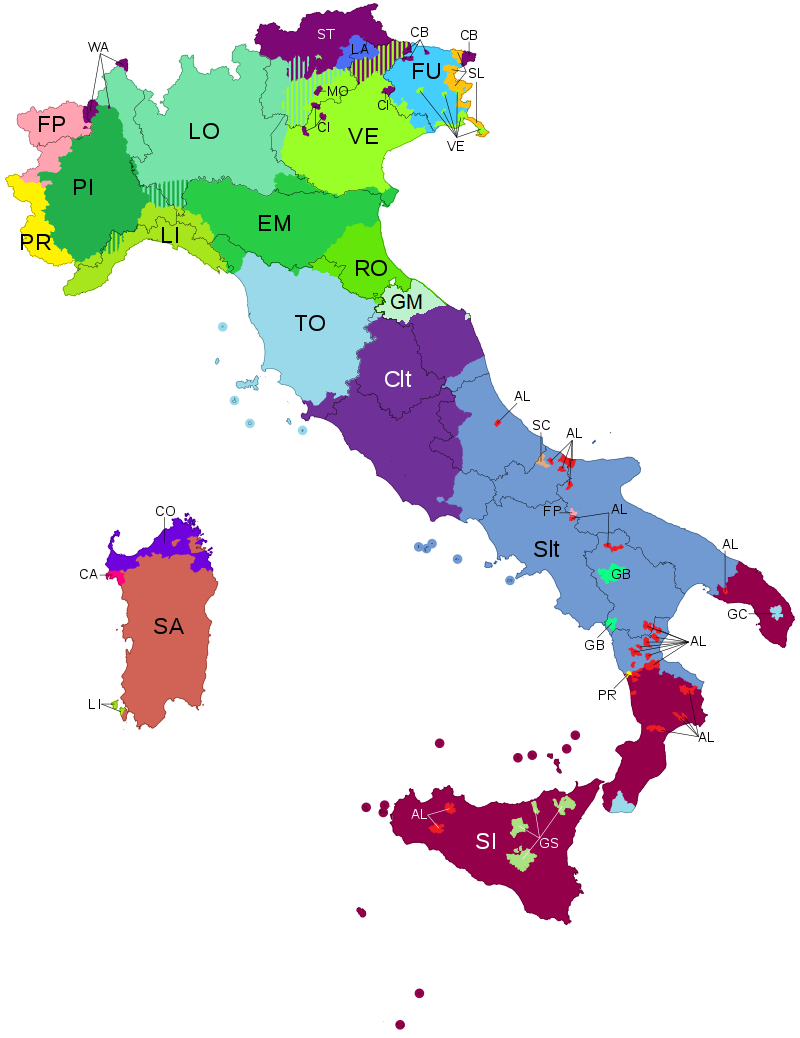
Lingue e dialetti d'Italia

In particolare, sembrerebbe che gli influssi romagnoli, relativi soprattutto alla fonetica, siano giunti attraverso i valichi di Bocca Trabaria, sopra San Giustino, e di Bocca Serriola, sopra Città di Castello.
Il romagnolo è parlato nell'alta Valtiberina politicamente appartenente all'Emilia-Romagna. Tale lingua è parlata anche in zone periferiche settentrionali od orientali dell'alta Valtiberina sia toscana che umbra.

## Caratteristiche
Gli elementi galloitalici di contaminazione più evidenti nel dialetto mediano tifernate sono:
- la lenizione della t e della c (ad esempio podè per "potere" ed agûto per "acuto"), tipici anche del perugino e dell'area anconetana;
- la resa della vocale "a" tra consonanti con un suono intermedio tra la a e la e aperta spesso denotato con ä (ad esempio cäne per "cane" e cäṡa per "casa"), anch'esso in uso a Perugia e nei comuni ad essa circostanti, Gubbio, Sansepolcro, Arezzo, Castiglion Fiorentino, Cortona, ma ormai quasi del tutto regredito. In area toscana, questo suono si realizza pienamente con una e aperta.

C'è da dire che questi ultimi due fenomeni sono maggiormente vistosi nel dialetto urbano di Città di Castello, nonché nella frazione Selci-Lama di San Giustino – che presentano una parlata più conservativa – mentre tendono ad affievolirsi mano a mano che ci si avvicina al confine con la Toscana, come nel centro urbano di San Giustino o nelle frazioni Pistrino e Fighille di Citerna, dove al contrario fanno la loro comparsa fenomeni tipicamente toscani e centrali come l'affricazione post-nasale (penzo per "penso", borza per "borsa").
Altro aspetto peculiare, che ha avuto probabilmente proprio Città di Castello come centro di irradiazione, e che coinvolge anche le parlate vicine di San Giustino, Monte Santa Maria Tiberina, Citerna e parzialmente quella degli anziani di Monterchi, nonché il dialetto di Sansepolcro fino ad almeno l'inizio del '900 (come descritto da Merlo nel 1929) è l'isocronismo sillabico. In questo caso le vocali in sillaba complicata, terminante per consonante, vengono pronunciate tutte aperte (ṡtrèt-to, quès-to, ròt-to, còr-ṡo), mentre quelle in sillaba libera, terminante per vocale, vengono pronunciate tutte chiuse (bé-ne, sé-dia, có-sa, stó-ria). È un fenomeno costituente un unicum in tutta l'Italia centro-settentrionale, e che non ha relazioni con situazioni analoghe del Centro-sud adriatico (Abruzzo e Puglia).
Gli studi più recenti sui dialetti altotiberini sono quelli di Daniele Vitali (tuttora in corso) che ha tra l'altro descritto anche differenze sorprendenti tra micro varietà, come quella della frazione di Lugnano nel comune di Città di Castello che presenta un sistema vocalico differente e più complesso di quello del suo capoluogo.